# Korni grupa
Korni grupa (serbisch-kyrillisch Корни група) war eine Rockband aus dem ehemaligen Jugoslawien.

## Geschichte
Korni grupa wurde im September 1968 in Belgrad durch den ehemaligen Indexi Keyboarder Kornelije Kovač (* 1. Januar 1942; † 13. September 2022) gegründet. Die ersten Mitglieder waren Borko Kacl, ein ehemaliger Gitarrist der Band Zlatni Dečaci, Bass-Gitarrist Bojan Hreljac von Elipse, Schlagzeuger Vladimir „Furda“ Furduj (* 1945; † 1. Juni 2015) und die Sängerin Miroslava „Seka“ Kojadinović. Die Band hatte ihren ersten Auftritt im Belgrader „Dom sindikata“ bei der Veranstaltung für den Sportler des Jahres. Bald danach wurde die Band von Radio Belgrad eingeladen, um in der Sendung „Studio VI vam pruža šansu“ mitzuwirken. Miroslava Kojadinović mochte jedoch das gewünschte Lied nicht singen, so dass Kovač als Sänger auftrat. Nach diesem Eklat wurde Miroslava Kojadinović aus der Band ausgeschlossen. Neuer Sänger wurde Dušan „Prele“ Prelević.
1968 trat die Gruppe beim Jugovizija Festival in Zagreb an. Prelević der Sänger kam betrunken zum Auftritt und wurde kurz danach aus der Gruppe geworfen. Neuer Sänger wurde Dalibor Brun von der Band Rijeka. Die ersten Hits der Gruppe waren Magična ruka, Sonata und Dzum-ram. Beim Europa-Festival in den Niederlanden gewannen sie den Preis für die originellste Band. Ihr erstes Konzert in Belgrad war am 6. November 1969 im Dom omladine. Das Konzert trug den Titel Uz malu pomoć naših frendova (Mit ein wenig Hilfe von unseren Freunden). Danach verließ Dalibor Brun die Band und Nachfolger wurde Dado Topić von der Gruppe Dinamiti. Dieser brachte auch den Gitarristen Josip Boček zur Band. Der Gitarrist Kacl verließ kurz darauf die Band.
1971 verließ Topić die Gruppe und gründete die Band Time. Neuer Sänger wurde Zdravko Čolić von der Gruppe Ambasadori, welcher nur sechs Monate bei der Band verbrachte und danach eine sehr erfolgreiche Solokarriere begann. Zlatko Pejaković von der Band Zlatni Akordi wurde neuer Sänger. Mit diesem wurde das erste Album der Gruppe mit dem Titel Korni grupa veröffentlicht. 1972 traten sie beim Montreux Jazz Festival auf.
1974 vertraten sie Jugoslawien beim Eurovision Song Contest mit dem Titel Moja generacija. Im gleichen Jahr wurde die Gruppe von der britischen Zeitschrift Music Week zur jugoslawischen Band des Jahres gekürt. Enttäuscht vom schlechten Abschneiden beim Song Contest und zurückgehender Popularität entschied Kovač die Korni Grupa aufzulösen. Sie gaben zwei Abschiedskonzerte im Studio M in Novi Sad. Eine Nummer der Gruppe, veröffentlicht 1974, hieß Divlje jagode (dt. Wilde Erdbeeren). Im Jahr 1979 gründete der Sologitarrist Sead Lipovača seine Rock- und Heavymetal-Band namens Divlje jagode.
1987 kam die Band noch mal zusammen um neben Indexi, Time, YU grupa, Drago Mlinarec und R.M. Točak Band beim Konzert Legende YU Rocka (Legenden des YU Rock) in Zagreb teilzunehmen. Ihr Lied Jedna žena erschienen auf dem Livealbum Legende YU Rocka. Die gleichen Gruppen traten im selben Jahr im Belgrader Sava Centar auf.

## Mitglieder
- Kornelije Kovač Keyboard (1968–1974)
- Borko Kacl Gitarre (1968–1969)
- Bojan Hreljac Bass-Gitarre (1968–1974)
- Vladimir Furduj Schlagzeug (1968–1974)
- Josip Boček Gitarre (1969–1974)
- Miroslava Kojadinović Sängerin (1968)
- Dušan Prelević Sänger (1968)
- Dalibor Brun Sänger (1968–1969)
- Dado Topić Sänger (1969–1971)
- Zdravko Čolić Sänger (1971–1972)
- Zlatko Pejaković Sänger (1972–1974)

## Diskografie

### Studioalben
- 1972: Korni Grupa
- 1974: Not An Ordinary Life

### Livealben
- 1975: Mrtvo more (Livekompilation)

### Kompilationen
- 1979: 1941.
- 1996: Prvo svetlo neobičnog života

### Singles
- 1969: Cigu-ligu / Čovek i pas
- 1969: Dzum-ram / Sonata / Magična ruka
- 1969: Pastir i cvet / Čovek i pas
- 1970: Trla baba lan / Slika
- 1970: Bube / Neko spava pored mene
- 1971: Kukavica / Gospa Mica gazdarica / Pogledaj u nebo
- 1971: Pusti da te diram / Jedan groš
- 1972: Pokloni svoj mi foto / Bez veze
- 1973: Povuci potegni / Na četiri točka / Maksimetar / Zeleni megaherc
- 1973: Tri palme / Tri čoveka u kafani
- 1973: Oj, dodole / Život
- 1973: Ivo Lola / Znam za kim zvono zvoni
- 1973: Etida / Jednoj ženi
- 1974: Moja generacija / Zbogom ostaj, o, detinjstvo
- 1974: Generation 42 / One Woman
- 1974: Moja genereacija (My Genetartion) / Etude
- 1974: Kuda ideš, svete moj / Divlje jagode
- 1974: Miris / Praštanje